# シャシ (自動車)
シャシ (英: chassis) という用語は多義的であり、
- 自動車の基本骨格
- 自動車の基本構造（基本骨格 + エンジン + 駆動列 + サスペンションなど）
- 自動車の車輪周囲の構造・機構（英: undercarriage）

上記のいずれかを指す。シャーシ、シャシー、シャーシーとも表記される。

## 車の基本骨格部分

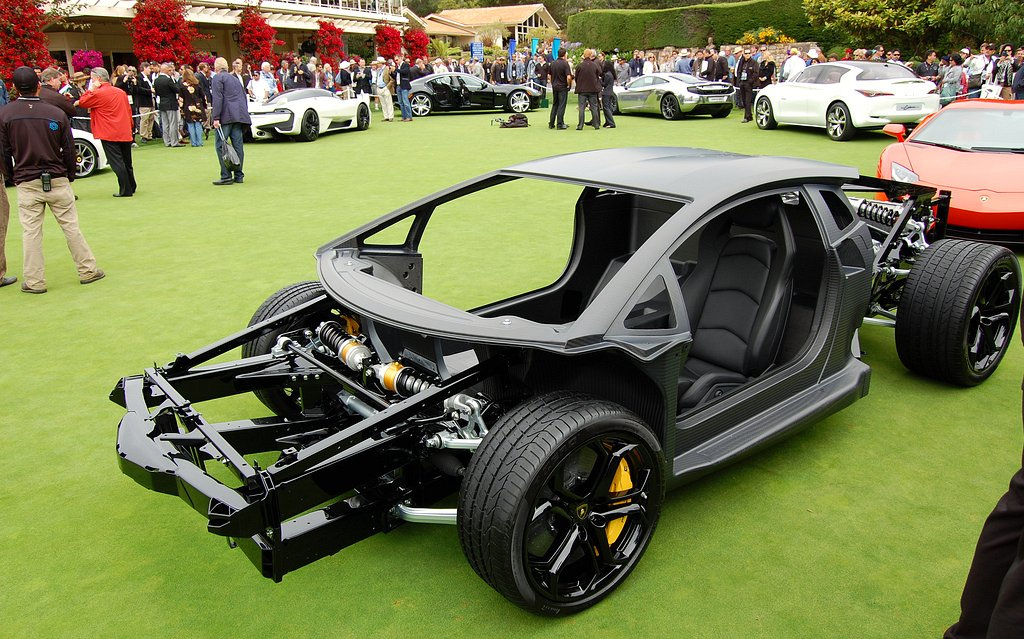
ランボルギーニ・アヴェンタドールのシャシ

英語表現では「frame フレーム」であり、自動車の物理的な骨格となるフレームを指す。

## ローリング・シャシ
「chassis シャシ」という用語が骨格部分だけでなく、そこに動力系も組み足した状態も含めて指すようにもなった。
ローリング・シャシは、基本骨格に、エンジン、トランスミッション、ドライブシャフト、ディファレンシャル、ステアリングギア、サスペンションなど、走るための一連の装置を組み込んだ自動車としての基本構成部分を指す。この意味でのシャシは漢字表記では「車台（しゃだい）」となる。これと対比・区別される用語は「body ボデー」であり、漢字表記では「車体」である。
なおトラックやフレーム付きバスなどの商用車を製造するメーカーは、シャシのみ（ベアシャシ/裸シャシ）、ダッシュボードから前（ボンネット）とシャシのみ（カウルシャシ）、運転席とシャシのみ（キャブシャシ）の状態でも車両を出荷している。運輸省/国土交通省でのこれらの呼称は「製造過程自動車」で、「キャブ付シャシ」とも通称される。
別途特殊用途のボデーを架装することができ、例としては、キャンピングカー（モーターホーム）、消防自動車、救急車、採血車、検診車、馬運車などが挙げられる。

### ローリング・シャシの構成
自動車業界では基本的には英語をカタカナにした表記を優先する慣例がある。法令関連で用いられる漢字表記は混乱の元となりがちなので、カタカナ表記の後にまわすのが一般的。
- パワーユニット（動力発生装置） - ガソリンエンジン、ディーゼルエンジン、電動機など。
- ドライブトレイン（駆動列） - エンジンが発生させた動力を車輪に伝える。
- ランニング・システム（走行装置）
  - フレーム（車枠）
  - スプリングを含むサスペンション（懸架装置）
  - ステアリング・システム（かじ取り装置）
  - ブレーキ・システム（制動装置）
  - ホイール、タイヤ

## 車の足回り部分
モノコック構造の車両では、フレームの役割はボデーが担うようになり、独立したフレームはなくなった。モノコックボデーにおいてのシャシとは、エンジン、ドライブトレインを除いたフロアパン、サスペンション（アクスル）、ステアリングなどの「足回り」（英: undercarriage　アンダーキャリッジ）を指すようになった。
なおこの意味で使う場合は、従来の『車の基本構成部分』を指すためにはプラットフォームという用語が用いられることも多い。

## 歴史：自動車製造の歴史の中での位置づけの変遷

### 「シャシ」に代わる概念「プラットフォーム」の登場
自動車の基本構成部品の意味でのシャシは、ボデーを乗せ替えることで別の車種を派生させることができる。1970年代にフォードが、異なる種類の車種を開発するベースとなる『基本構成部分』をまとめて、「プラットフォーム」（英: platform）と呼び始めた。その後、『基本構成部分』を指すシャシに代わる言葉として「プラットフォーム」を用いる自動車メーカーも増えてきた。プラットフォームはボデー以外の走行にかかわる『基本構成部分』を指す概念的な用語であり、具体的なパーツを指すものではない。モノコック構造のボデーは車を構成する大きな一つの構造体である。従来フレームが担っていた骨格相当の役割はボデーの機能の一つであり、これはプラットフォームの一部で車の基本構造である。しかし、同じボデーだが外見的な見栄えにかかわる部分（スタイル）などは具体的な個別の車種で変更される部分であり、これはプラットフォームには含まれない。
モノコック構造の場合、具体的な『基本構成部分』を意味するシャシはなく、概念的な『基本構成部分』としてのプラットフォームとして、具体的なボデー、エンジン、トランスミッション、パワートレイン、そして『足回り部分』としてのシャシが位置づけられる。また、フレーム構造では、概念的な『基本構成部分』をプラットフォーム、具体的な『基本構成部分』をシャシと表現することがあるがほぼ同義となる。
漢字表記の「車台」は具体的な『基本構成部分』を意味するシャシの日本語訳として作られたが、プラットフォームを説明する場面で、特に学術系で、概念的な『基本構成部分』を意味するプラットフォームを指して「車台」という漢字表現が使われることがある。

### 最近の状況
現在の乗用車の多くはモノコック構造を使用しており、フレームを使用している乗用車は数少なくなってきている。
ただし、トラックなどの重量物を扱う自動車ではフレーム構造が主流であり、ピックアップトラックやそれをベースとしたスポーツ・ユーティリティ・ビークル（SUV）では現在でも使用されている。フレーム構造ではないSUV、つまり、モノコック構造の乗用車をベースに作られたSUVはクロスオーバー車、CUV、XUVなどと呼ばれるようになっている。